# Різнокольорова
Різнокольорова (с укр. — «Разноцветная») — украиноязычный сингл украинской певицы DOROFEEVA, выпущенный 5 августа 2022 года на лейбле Mozgi Entertainment. Композиция записана в соавторстве с Екатериной Медведевой, Алексеем Потапенко и Ингой Кагарлюк, а также входит в альбом «Сенси». Изначально певица выпустила песню «raznotsvetnaya» на русском языке, но позже представила и её украиноязычный вариант.

## Предыстория
В конце июня 2022 года, DOROFEEVA объявила открытый конкурс среди авторов на лучшую адаптацию текста песни «Різнокольорова» на украинском языке. Артистка выбирала лучшую версию из 1700 присланных вариантов.
“Я была приятно удивлена таким большим количеством текстов! Несмотря на то что многие схитрили и просто перевели оригинальный текст, были действительно интересные адаптации. Спасибо каждому за участие! Но я выбрала именно этот текст, потому что он идеально передает смысл и ритм песни raznotsvetnaya. Когда я впервые послала запись команде, все сошлись во мнении, что трек вроде как всегда был таким”, — прокомментировала DOROFEEVA.
Победил текст Екатерины Медведевой — винничанки, проживающей в Соединённых Штатах. Раньше она была сонграйтером, поэтому с помощью конкурса вернулась к любимому делу.
“В последнее время я испытывала внутреннюю потребность писать снова. И когда увидела, что Надя запускает конкурс, подумала, что вот он — мой знак”, — поделилась победительница.

## Список композиций
| №  | Название              | Длительность |
| -- | --------------------- | ------------ |
| 1. | «різнокольорова» (UA) | 3:06         |

| №  | Название               | Длительность |
| -- | ---------------------- | ------------ |
| 1. | «raznotsvetnaya» (RUS) | 3:08         |

## Чарты

### Еженедельные чарты
| Чарт (2021)                                | Высшая позиция |
| ------------------------------------------ | -------------- |
| Киев (TopHit City & Country Radio Hits)    | 29             |
| Украина (TopHit City & Country Radio Hits) | 31             |
| Украина (TopHit Radio & YouTube Hits)      | 77             |

## История релиза
| Регион  | Дата            | Формат                      | Версия            | Лейбл               | Прим.  |
| ------- | --------------- | --------------------------- | ----------------- | ------------------- | ------ |
| Мир     | 16 февраля 2022 | Цифровая загрузка, стриминг | Русская версия    | Mozgi Entertainment | [ 8 ]  |
| Украина | 21 февраля 2022 | Радиоротация                | Русская версия    | Mozgi Entertainment | [ 9 ]  |
| Мир     | 5 августа 2022  | Цифровая загрузка, стриминг | Украинская версия | Mozgi Entertainment | [ 10 ] |
| Украина | 2 августа 2022  | Радиоротация                | Украинская версия | Mozgi Entertainment | [ 11 ] |